# Władimir Zubcow
Władimir Pietrowicz Zubcow (ur. 1889 w Słobodzie Zaworoskiej w gminie Strieleckiej w guberni tambowskiej, zm. prawdopodobnie w sierpniu 1941) – kapitan NKWD, jeden z bezpośrednich wykonawców zbrodni katyńskiej.

## Życiorys
Skończył szkołę miejską w Samarze, 1906-1918 pracował w zarządzie Kolei Samarsko-Złatoustowskiej jako agent ds. poszukiwania zaginionych ładunków, od listopada 1918 należał do RKP(b). Od grudnia 1918 do kwietnia 1919 był komisarzem wydziału agitacji, kultury i oświaty w zarządzie Kolei Samarsko-Złatoustowskiej, od kwietnia 1919 do lutego 1921 służył w Armii Czerwonej jako żołnierz 1 samarskiego Komunistycznego Pułku Ochotniczego na Froncie Uralskim/Froncie Orenburskim/Południowym. Od lutego 1921 był funkcjonariuszem Czeki, pełnił m.in. funkcję szefa Wydziału Politycznego Czeki/GPU Krymu, od marca 1923 do sierpnia 1925 był oficerem operacyjnym specjalnego oddziału pogranicznego GPU w Jałcie, od sierpnia 1925 do września 1926 oficerem operacyjnym GPU w Dżankoj, a od września 1926 do października 1928 pracownikiem GPU Krymu w Symferopolu. Od października 1928 do października 1930 był szefem Wydziału Specjalnego Okręgowego Oddziału GPU w Sewastopolu, od października 1930 do 16 września 1931 szefem Miejskiego Oddziału GPU w Kerczu, od 16 września 1931 do 1 kwietnia 1934 szefem Wydziału Kadr Pełnomocnego Przedstawicielstwa OGPU na Krymie, a od 4 maja do lipca 1934 szefem Wydziału Kadr PP OGPU obwodu swierdłowskiego. Od 21 lipca do 5 listopada 1934 był szefem sektora kadr Zarządu NKWD obwodu swierdłowskiego, a od 5 listopada 1934 do 23 lutego 1937 szefem Wydziału Kadr Zarządu NKWD obwodu swierdłowskiego, 25 grudfnia 1936 otrzymał stopień starszego porucznika bezpieczeństwa państwowego, od 27 marca 1937 do 3 lipca 1938 był szefem Wydziału Kadr Zarządu NKWD obwodu zachodniego/smoleńskiego. 9 maja 1938 otrzymał Odznakę "Honorowy Funkcjonariusz Czeki-OGPU-NKWD". Od 3 lipca do 4 września 1938 był tymczasowym pomocnikiem, a od 4 września 1938 do sierpnia 1941 pomocnikiem szefa Zarządu NKWD obwodu smoleńskiego (10 lipca 1938 został kapitanem bezpieczeństwa państwowego). Na tym stanowisku wyróżnił się w mordowaniu polskich oficerów w Katyniu i 26 października 1940 został za to nagrodzony przez Ławrientija Berię. W sierpniu 1941 zaginął bez wieści podczas walk w obwodzie smoleńskim, 31 lipca 1946 został skreślony z ewidencji funkcjonariuszy MWD ZSRR jako „zaginiony bez wieści w trakcie działań wojennych w 1941 r.”